# Microbembex monodonta
Microbembex monodonta är en stekelart som först beskrevs av Thomas Say 1824. Microbembex monodonta ingår i släktet Microbembex och familjen Crabronidae. Arten förekommer i Nordamerika, Centralamerika, Sydamerika och på öar i Karibiska havet. Den är en rovstekel som föredrar sandiga områden och den förekommer till exempel vid havsstränder. Färgen på kroppen är svart med vita, gula eller grönaktiga teckningar. En utmärkande karaktär är dess förlängda, triangulära labrum (överläpp) som får det att se ut som om den har en näbb eller tand, något som förklarar artepitet monodonta, "en tand". Larverna föds upp i bon som grävs i sandig områden. Bona är ganska enkla och grunda och flera bon kan ligga nära varandra. Ett ägg läggs i varje bo och larven förses med föda i form av andra insekter. Ofta är det döende eller redan döda insekter som samlas in som föda åt larverna. Detta asätarbeteende är ett mer ovanligt beteende hos rovsteklar, men förekommer mer eller mindre utpräglat hos en del rovstekelarter.